# Scelotrichia kakatu
Scelotrichia kakatu är en nattsländeart som beskrevs av Wells 1990. Scelotrichia kakatu ingår i släktet Scelotrichia och familjen smånattsländor. Inga underarter finns listade i Catalogue of Life.